# Relance de La Haye

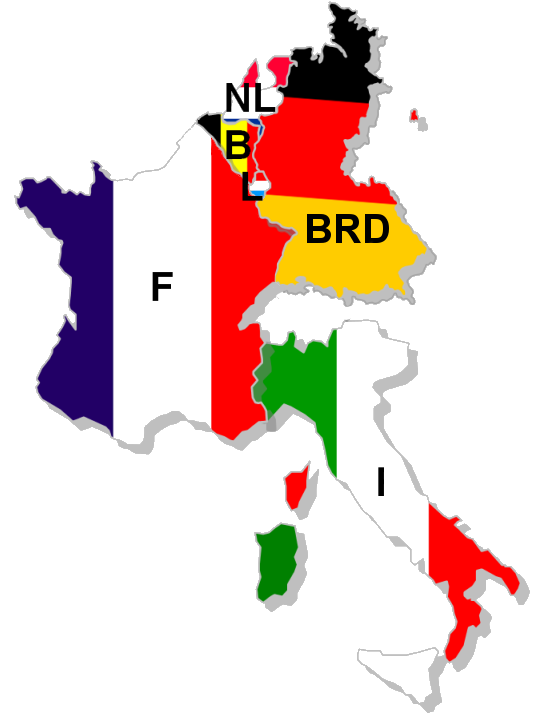
La Communauté économique européenne de la fin des années 1960 est paralysée par la question du rôle des institutions et de l'élargissement.

Le sommet de La Haye (Pays-Bas), réunissant les chefs d'État des Six de la Communauté économique européenne se déroule les 1er et 2 décembre 1969. La pratique des sommets s'était installée, en marge du système institutionnel européen, dès février 1961 avec le premier sommet à Paris à l'initiative du général de Gaulle. Le sommet de la Haye est vu comme la deuxième grande relance de la construction européenne après la conférence de Messine.
Le départ du général de Gaulle en 1969 annonce de nouvelles perspectives pour la construction communautaire. La crise de la chaise vide à la CEE en 1965, les troubles monétaires français, le refus de l'adhésion du Royaume-Uni à la CEE et la chaise vide à l'Union de l'Europe occidentale ont contribué à l'enlisement du processus d'intégration européen. Le nouveau président de la République française, Georges Pompidou entend retrouver un dialogue consistant avec ses partenaires européens pour sortir l'Europe de sa léthargie. Il demande alors, dans la plus pure tradition gaullienne hostile à la supranationalité, la tenue d'une réunion au sommet des chefs d'État de l'Europe des Six pour discuter autour du triptyque « achèvement, approfondissement et élargissement. »
L'histoire de la construction européenne est ponctuée de crises et de relances ; l'Europe communautaire avec la relance de La Haye fait face à la question de la gouvernance de la Communauté avec l'art du compromis. L'autre défi, celui du premier élargissement de la Communauté donne parallèlement toute sa force à l'acquis communautaire.

## Initiative française du sommet de La Haye

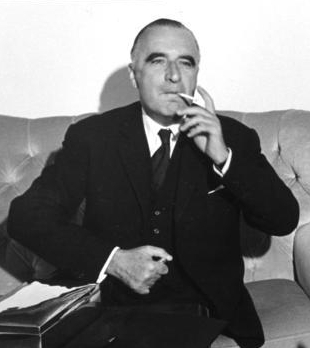
Sortir la France de l'isolement diplomatique, donner une nouvelle dynamique à l'Europe et trouver des relations apaisées avec ses partenaires, sont les objectifs du début du mandat présidentiel de Georges Pompidou.

La seconde moitié des années 1960 est marquée par les grands voyages du général de Gaulle à l'étranger (Mexique, Québec, Cambodge) mais aussi par l'enlisement de la coopération communautaire. Les problèmes de politique intérieure (Mai 1968, crise monétaire) rendent encore plus inconfortable la position de la France en Europe.
Cependant, après les échecs de relance initiée par l'Allemagne et la Belgique, les yeux des Cinq sont tournés vers la France et son nouveau président après la démission, pour des raisons de politique intérieure, du Général. Les Pays-Bas se montrent particulièrement impatients et veulent mettre le nouveau président français devant le fait accompli en préparant une « déclaration d'intention » sur l'élargissement au Royaume-Uni.
Mais le gouvernement néerlandais est vite désavoué par la Belgique et l'Allemagne qui veulent ménager Paris. Une initiative allemande est alors lancée par Willy Brandt, le ministre des Affaires étrangères de la RFA, mais dans le cadre de l'UEO et est rapidement abandonnée.
C'est bien le nouveau président français qui dicte les règles du jeu et impose ses conditions :
- un sommet (pratique intergouvernementale laissant de côté les institutions communautaires) ;
- un règlement financier stable pour pérenniser la PAC (« l'achèvement ») ;
- des conditions d'adhésion à fixer pour le Royaume-Uni qui doit se montrer sincère dans son adhésion à l'Europe communautaire et respecter l'acquis de la construction européenne.

La France autorise en contrepartie la présence du président de la Commission au sommet. Elle accepte que l'ouverture des négociations d'adhésion soit envisagée, après des travaux préparatoires entre les États membres. Elle accepte également que la pratique de sommets de chefs d'État ne soit pas régulière et que le règlement financier puisse être adapté à l'évolution de la situation. Marie-Thérèse Bitsch analyse les quatre principaux objectifs qui sous-tendent cette réorientation de la politique européenne de la France : des raisons électorales (Pompidou a besoin des voix de la droite pro-européenne pour se faire élire), des raisons de politique intérieure (obtenir la consolidation de la Politique agricole commune), mais aussi des raisons européennes sincères (relancer la dynamique communautaire) et stratégiques (faire contrepoids à l'Allemagne avec l'entrée du Royaume-Uni).

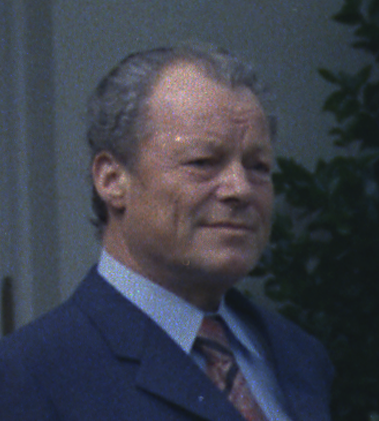
Sorti vainqueur des élections allemandes d'automne 1969, le nouveau chancelier Willy Brandt opte pour une nouvelle approche de la construction européenne.

## Nouvelle politique européenne allemande de Willy Brandt
L'arrivée de Brandt au pouvoir marque une prise de distance avec la retenue historique de l'Allemagne en matière européenne. Le nouveau chancelier est « décomplexé» par rapport à ses prédécesseurs, comme l'attestent les pressions exercées sur la France avant le sommet, pour que celui-ci soit une réussite. Le nouveau chancelier, s'il accepte le règlement financier définitif de la PAC, demande que ne soit pas mise de côté la possibilité de lutte contre la surproduction agricole en Europe.

Alors que la France, dans les rencontres préparatoires au sommet, privilégie la question de l'achèvement, Willy Brandt estime nécessaire de lier étroitement élargissement et approfondissement. Plus que le domaine monétaire, c'est le thème de l'Europe politique et surtout l'élargissement que les Allemands privilégient face à l'achèvement des Français. Les Pays-Bas se réjouissent de la fermeté allemande, étant donné les objectifs similaires entre Bonn et La Haye. La contradiction est pourtant évidente entre la défense de la supranationalité communautaire et la défense de l'adhésion du Royaume-Uni, qui est encore plus intergouvernementaliste que la France.

## Deux acteurs marginaux: l'Italie et la Commission européenne
Si la Belgique se montre dynamique dans l'art du compromis entre partenaires et dans la promotion de nouveaux domaines de coopération politique (monnaie, transports), l’Italie apparaît en marge des négociations. Surtout préoccupée par les conséquences négatives de la construction communautaire sur l'économie nationale, l'Italie propose, sans le défendre avec conviction, le renforcement du Parlement européen comme préalable à l’adoption du règlement financier.
Le président de la Commission Jean Rey donne son avis sur les modalités de la relance avant le sommet, puis s'impose au sommet malgré les réticences de la France. Paris accepte finalement à l'issue du sommet que la Commission européenne représente les Six dans les négociations d'adhésion avec le Royaume-Uni. De plus l'obtention de ressources propres à la CEE est une avancée pour la dynamique supranationale.
Mais la voix de la Commission n'est pas déterminante dans le sommet, et se trouve marginalisée par cette pratique intergouvernementale appelée à être institutionnalisée en 1974.

## Mesures prises au sommet
- Georges Pompidou est satisfait du sommet qui oriente la construction communautaire dans une direction qui lui paraît conforme aux intérêts de la France : la PAC est consolidée, la France sort de son isolement diplomatique.
- Le principe de l'élargissement de la Communauté est accepté par les Six, avec des conditions d'admission obligatoires. Le lien approfondissement/élargissement est posé : pour élargir la communauté il faut au préalable renforcer l'intégration pour faciliter la gouvernance[6].
- Le développement de la coopération politique, grâce notamment au rôle de la diplomatie belge pour ses propositions dans les domaines technologique et monétaire et pour son art du compromis[3].
- La création du Comité Werner chargé d'élaborer des propositions pour l'Union économique et monétaire.
- La création du Comité Davignon chargé d'élaborer des propositions sur la coopération en matière de politique extérieure.

L'action de ce sommet fut un succès public, particulièrement grâce aux relais qu'ont constitué les médias. Néanmoins à plus long terme, si l'adhésion britannique est acquise, les propositions du Comité Werner se heurtent au refus de Georges Pompidou et la Coopération politique européenne née du Comité Davignon constitue une maigre avancée. La relance de la Haye est donc plus un événement symbolique qu'une réelle avancée dans l'UEM.

## Sources